# Weihea
Weihea é um género botânico pertencente à família Rhizophoraceae.